# Machairophora fulvipunctata
Machairophora fulvipunctata là một loài bướm đêm thuộc phân họ Arctiinae, họ Erebidae.